# Wolfgang Büttner
Wolfgang Büttner (* 1. Juni 1912 in Rostock; † 18. November 1990 in Stockdorf) war ein deutscher Schauspieler, Hörspiel- und Synchronsprecher.

## Biografie
Der Sohn des Mediziners und Hochschullehrers Otto Büttner studierte nach dem Abitur ab 1930 in Rostock und Göttingen zunächst einige Semester Germanistik, Theaterwissenschaft, Romanistik und Anglistik. Doch schon sehr bald erkannte er seine Vorliebe für die Schauspielerei und gab das Studium auf. Er ging 1932 zu Max Reinhardt an die Schauspielschule des Deutschen Theaters in Berlin. 1934 schloss er die Ausbildung mit dem Examen ab und erhielt sein erstes Engagement im Ensemble von Agnes Straub. Über das Altonaer Stadttheater kam er 1937 ans Theater in Frankfurt am Main.
Sein Beruf bewahrte ihn lange Zeit und bis 1944 vor einer Einberufung zur Wehrmacht. Im letzten Jahr des Zweiten Weltkrieges wurde Wolfgang Büttner doch noch einberufen. Er überlebte den Krieg in französischer Gefangenschaft, aus der er 1946 heimkehrte. Er nahm sogleich wieder seine Tätigkeit als Theaterschauspieler auf. Büttner ging nach München, wo er 1947 am Jungen Theater auftrat. 1948 wurde er Mitglied des Bayerischen Staatsschauspiels. 1960 verließ er das Haus im Streit, nach Unstimmigkeiten mit dem damaligen Intendanten Helmut Henrichs. In den Folgejahren gab er zahlreiche Theatergastspiele an vielen großen deutschen Bühnen.
1950 begann seine Karriere als Filmschauspieler mit dem Spielfilm Kronjuwelen. Nur relativ kurz an der Front gewesen, besetzte man ihn danach, vorwiegend in den 1950er und 1960er Jahren, ähnlich wie seinen Kollegen Wolfgang Preiss, bevorzugt auch für „militärische Rollen“. Beide traten 1955 gemeinsam unter der Regie von Falk Harnack in dem Spielfilm Der 20. Juli, der auf das gescheiterte Attentat gegen Adolf Hitler im Sommer 1944 Bezug nimmt, in den Hauptrollen auf.
Auch das deutsche Fernsehen wurde sehr bald auf den charismatischen Schauspieler mit der markanten Stimme aufmerksam, für das er ab Ende der 1950er Jahre, neben dem Theater, dann vorwiegend arbeitete. 1959 spielte er zusammen mit Heinz Weiss und Hans Epskamp in der Umgelter-Verfilmung des Romans So weit die Füße tragen den Lagerarzt Dr. Heinz Stauffer, und ein Jahr darauf, ebenfalls bei Fritz Umgelter, u. a. neben  Utz Richter, Hans Pössenbacher und Anneli Granget, den General Freiherr von Hach und zu Malserhaiden in Am grünen Strand der Spree. Beide Produktionen waren Straßenfeger des damals jungen deutschen Fernsehens und trugen sehr zu Büttners Popularität bei.
Neben vielen Haupt- und Nebenrollen in Fernsehspielen und Theaterverfilmungen spielte er häufig auch Gastrollen in bekannten Fernsehserien. In der Science-Fiction-Serie Raumpatrouille war er in der Folge Die Raumfalle als auf die Strafkolonie Mura verbannter Wissenschaftler Tourenne zu sehen, der versucht, mit der Orion VIII zu den „Frogs“ zu entkommen.
Der vielseitige Mime, der seit den 1960er Jahren an einer fortschreitenden Lähmung litt, war daneben häufig als Synchronsprecher tätig. Unter vielen anderen lieh er seine Stimme Edward G. Robinson (Die Nacht hat tausend Augen), Donald Pleasence (James Bond 007 – Man lebt nur zweimal, Gesprengte Ketten), Cyril Cusack (Der Spion, der aus der Kälte kam), John Gielgud (Becket) und Laurence Olivier (Peter der Große). Auch in zahlreichen Hörspielen konnte man die Faszination seiner Stimme erleben.
Büttner war mit der Schauspielerin Eleonore Noelle (1924–2004) verheiratet. Sie hatten zwei Kinder. Der Sohn verstarb im Juni 1971 infolge eines Bahnunfalls.
1988 war Büttner das letzte Mal auf der Bühne zu sehen. Im Rollstuhl spielte er in Stuttgart bei einer Inszenierung von Niels-Peter Rudolph den Großinquisitor in Don Karlos. Die Grabstätte von Wolfgang Büttner befindet sich auf dem Friedhof Gräfelfing im Landkreis München.

## Filmografie (Auswahl)
- 1950: Kronjuwelen
- 1951: Das ewige Spiel
- 1952: Der große Zapfenstreich
- 1954: The Black Forest (US-Fernsehfilm)
- 1954: Eight Witnesses (US-Fernsehfilm)
- 1955: Der dunkle Stern
- 1955: Der 20. Juli
- 1956: Teufel in Seide
- 1956: Ein Herz schlägt für Erika
- 1958: Hunde, wollt ihr ewig leben
- 1958: Alle Sünden dieser Erde
- 1958: Taiga
- 1958: Ich war ihm hörig
- 1958: Worüber man nicht spricht
- 1959: So weit die Füße tragen (Fernseh-Mehrteiler)
- 1959: Die Wahrheit über Rosemarie
- 1960: Endstation Rote Laterne
- 1960: Am grünen Strand der Spree 2. Teil: Der General (Fernseh-Mehrteiler)
- 1960: Der Schlagbaum (Fernsehfilm)
- 1960: Soldatensender Calais
- 1961: Das Bildnis des Dorian Gray (Fernsehfilm)
- 1961: Ruf zur Leidenschaft (Fernsehfilm)
- 1961: Schwarzer Kies
- 1962: Leben des Galilei (Fernsehfilm)
- 1962: Das Rätsel der roten Orchidee – Edgar-Wallace-Film
- 1962: Das Abschiedsgeschenk (Fernsehfilm)
- 1962: Nur eine Karaffe (Fernsehfilm)
- 1962: Der längste Tag
- 1963: Stalingrad (Fernsehfilm)
- 1963: Dantons Tod (Fernsehfilm)
- 1963: Das Abschiedsgeschenk (Fernsehfilm)
- 1963: Die Abrechnung (Fernsehfilm)
- 1963: Das große Vorbild (Fernsehfilm)
- 1963: Die volle Wahrheit (Fernsehfilm)
- 1964: Nebelmörder
- 1964: Der Prozeß Carl von O. (Fernsehfilm)
- 1964–1966: Gewagtes Spiel (mehrere Folgen)
- 1965: Paris muss brennen – Die Rettung der französischen Hauptstadt durch den General von Choltitz (Fernsehfilm)
- 1965: Und nicht mehr Jessica (Fernsehfilm)
- 1966: Der letzte Raum (Fernsehfilm)
- 1966: Der Fall Jeanne d’Arc (Fernsehfilm)
- 1966: Raumpatrouille Teil VI: Die Raumfalle (Fernsehserie)
- 1967: Liebe für Liebe
- 1967: Der sanfte Lauf
- 1967: Die fünfte Kolonne – Der Fall Schurzheim (Fernsehserie)
- 1967: Das Kriminalmuseum (Fernsehserie, Folge Kaliber 9)
- 1967: Philadelphia, ich bin da (Fernsehfilm)
- 1967: Gottes zweite Garnitur (Fernsehfilm)
- 1967: Flucht über die Ostsee
- 1968: Claus Graf von Stauffenberg (Fernsehfilm)
- 1969: Der Kampf um den Reigen (Fernsehfilm)
- 1969: Die Hupe – Eine Schülerzeitung (13 Folgen)
- 1969: Goya (Fernsehfilm)
- 1969: Das Rätsel von Piskov (Fernsehfilm)
- 1970: Ferdinand Graf von Zeppelin – Stunde der Entscheidung (Fernsehen)
- 1970: Tod nach Mitternacht (Fernsehfilm)
- 1970: Der Polizeiminister (Fernsehfilm)
- 1971: Preußen über alles. Bismarcks deutsche Einigung (Fernsehfilm)
- 1971: Deutschstunde (Fernsehfilm)
- 1971: Der Kommissar (Fernsehserie, Folge 40: Der Tod des Herrn Kurusch)
- 1972: Alarm – Fernsehserie
- 1972: Ende einer Dienstfahrt (Fernsehfilm)
- 1972: Mit dem Strom (Fernsehfilm)
- 1972: Nicht Lob -noch Furcht (ZDF Fernsehfilm über Kardinal von Galen)
- 1973: Der rote Schal (Fernsehfilm)
- 1973: Die Powenzbande (Fernsehserie)
- 1973: Einfach davonsegeln (Fernsehfilm)
- 1974: Karl May
- 1975: Rufzeichen (Fernsehserie)
- 1975: Der Anwalt (Fernsehserie)
- 1975: Memento Mori (Fernsehfilm)
- 1975: Ein deutsches Attentat (Fernsehfilm)
- 1975: Der Strick um den Hals (Dreiteiliger Fernsehfilm)
- 1976: Seniorenschweiz (Fernsehfilm)
- 1976: Derrick (Fernsehserie, Folge: Tod des Trompeters)
- 1977: Eurydike oder das Mädchen von Nirgendwo, auch Eurydike – Die Braut aus dem Jenseits (Fernsehfilm)
- 1977: Zeit der Empfindsamkeit (Fernsehfilm)
- 1978: Gesche Gottfried (Fernsehfilm)
- 1978: Der Geist der Mirabelle, Geschichten von Bollerup (Fernsehen)
- 1978: Marija (Fernsehfilm)
- 1979: Der Wald (Fernsehfilm)
- 1979: Michael Kohlhaas
- 1979: Steiner – Das Eiserne Kreuz, 2. Teil
- 1979: Derrick (Fernsehserie, Folge Ein unheimliches Haus)
- 1979: Richard Strauss – kein Heldenleben (Fernsehfilm)
- 1980: Lucilla
- 1981: Der Richter (Fernsehfilm)
- 1981: Die Knapp-Familie – Fernsehserie
- 1981: Tatort – Usambaraveilchen
- 1982: Die Pfauen (Fernsehfilm)
- 1983: Hanna von Acht bis Acht
- 1984: Gespenstergeschichten (Fernsehserie)
- 1985: Der Fahnder (Fernsehserie, Folge Ein Toter läuft Amok)
- 1985: Die Schwarzwaldklinik (Fernsehserie, Folge Sterbehilfe)
- 1987: Tot oder lebendig (Fernsehfilm)

## Hörspiele (Auswahl)
- 1959: Francis Durbridge: Paul Temple und der Conrad-Fall – (einziges Paul-Temple-Hörspiel des BR) – Regie: Willy Purucker
- 1961: Georges Simenon: Maigret und seine Skrupel. Bearbeitung: Gert Westphal. Regie: Heinz-Günter Stamm, BR 1961. Der Audio Verlag 2005. ISBN 978-3-89813-390-6.
- 1963: Otto Heinrich Kühner: Die Übungspatrone – Regie: Fritz Schröder-Jahn
- 1966: Elias Canetti: Die Befristeten – Regie: Raoul Wolfgang Schnell (Hörspiel – WDR)
- 1966: Dorothy L. Sayers: Glocken in der Neujahrsnacht (4 Teile) (Will Thoday) – Regie: Otto Kurth (Hörspielbearbeitung, Kriminalhörspiel – BR)
- 1971: Arnold E. Ott: Radar-Kontrolle – Regie: Heinz-Günter Stamm (Hörspiel – BR)
- 1975: Momo (Philips-Dreiteiler nach Michael Ende, mit Irina Wanka) (Rolle: Meister Hora)
- 1980: Die unendliche Geschichte, dreiteilig, vom Karussell-Verlag (Rolle: Der Alte vom Wandernden Berge)
- 1983: Harlekin muss sterben – HR/NDR/RIAS/SR
- 1984: Niels Höpfner: Der Hummelforscher – Regie: Thomas Köhler (SWF)
- 1984: Michael Koser: Der letzte Detektiv: Safari (Rolle: Oleander Quartz) – Regie Heiner Schmidt (BR)
- 1985: Janwillem van de Wetering: Der Commissaris geht in Kur – Regie: Peter Michel Ladiges (Kriminalhörspiel – SWF/SFB)